# Torseur (géométrie algébrique)
Pour les articles homonymes, voir Torseur (homonymie).
En géométrie algébrique, un torseur (ou fibré principal) est un analogue d'un fibré principal en topologie algébrique. Les ouverts de la topologie de Zariski sont cofinis donc assez rares, il est plus courant de considérer des torseurs en topologie étale ou autres topologies plates. La notion de torseur généralise celle d'extension galoisienne en algèbre abstraite. Bien que d'autres notions de torseurs soient connues dans un contexte plus général (par exemple sur des champs), cet article se concentrera sur les torseurs sur les schémas, le cadre original dans lequel les torseurs ont été pensés. Ils sont étudiés par exemple dans l'ouvrage de Michel Demazure et Pierre Gabriel Groupes algébriques, Tome I.

## Définition
Soit {\displaystyle {\mathcal {T}}} une topologie de Grothendieck et {\displaystyle X} un schéma. Soit {\displaystyle G} un schéma en groupes sur {\displaystyle X}. un {\displaystyle G}-torseur (ou {\displaystyle G}-fibré principal) sur {\displaystyle X} pour la topologie {\displaystyle {\mathcal {T}}} est la donnée d'un schéma {\displaystyle P} et d'un morphisme {\displaystyle f:P\to X} munis d'une {\displaystyle G}-action invariante sur {\displaystyle P} localement triviale en {\displaystyle {\mathcal {T}}} : c'est-à-dire qu'il existe un revêtement {\displaystyle \{U_{i}\to X\}} tel que le changement de base {\displaystyle U_{i}\times _{X}P} sur {\displaystyle P} est isomorphe au torseur trivial {\displaystyle U_{i}\times G\to U_{i}}.
Quand {\displaystyle {\mathcal {T}}} est la topologie étale (resp. fpqc, etc.) on parle aussi de torseur étale (resp. torseur fpqc etc.).

## Topologies étale, fpqc et fppf
Contrairement à la topologie de Zariski, dans de nombreuses topologies de Grothendieck, un torseur peut être lui-même un revêtement. Cela se produit dans certaines des topologies de Grothendieck les plus courantes, telles qu'en topologie fpqc, topologie fppf ou en topologie étale. Soit {\displaystyle {\mathcal {T}}} l'une des topologies {étale, fpqc, fppf}. Soit {\displaystyle X} un schéma et {\displaystyle G} un schéma en groupe sur {\displaystyle X}. Alors {\displaystyle P\to X} est un {\displaystyle G}-torseur si et seulement si {\displaystyle P\times _{X}P} sur {\displaystyle P} est isomorphe au torseur trivial {\displaystyle P\times G} sur {\displaystyle P}.

## Correspondance entre fibrés vectoriels etGLn{\displaystyle {GL}_{n}}-torseurs
Sur un schéma {\displaystyle X} donné, il y a une bijection entre fibrés vectoriels sur {\displaystyle X} (c'est-à-dire des faisceaux localement libres) et {\displaystyle {GL}_{n}}-torseurs, où {\displaystyle n=rk(V)\in \mathbb {N} }, le rang de {\displaystyle V}. Etant donné {\displaystyle V} on construit le faisceau (représentable) des isomorphismes {\displaystyle Isom(V,{\mathcal {O}}_{X}^{\oplus n})} qui a une structure de {\displaystyle Isom({\mathcal {O}}_{X}^{\oplus n},{\mathcal {O}}_{X}^{\oplus n})} -torseur. Or on voit aisément  que{\displaystyle Isom({\mathcal {O}}_{X}^{\oplus n},{\mathcal {O}}_{X}^{\oplus n})\simeq GL_{n,X}}.

## Torseurs triviaux et sections
Un {\displaystyle G}-torseur {\displaystyle f:P\to X} est isomorphe à un torseur trivial si et seulement si {\displaystyle P(X)=\operatorname {Mor} (X,P)} n'est pas vide, c'est-à-dire le morphisme {\displaystyle f} admet au moins une section {\displaystyle s:X\to P}. En effet, s'il existe une section {\displaystyle s:X\to P}, alors {\displaystyle X\times G\to P,(x,g)\mapsto s(x)g} est un isomorphisme. Réciproquement si {\displaystyle f:P\to X} est isomorphe à un {\displaystyle G}-torseur trivial, alors {\displaystyle P\simeq X\times G} ; l'élément d'identité {\displaystyle 1_{G}\in G} donne la section requise {\displaystyle s=id_{X}\times 1_{G}}.

## Exemples et propriétés de base
- Si {\displaystyle L/K} est une extension galoisienne finie, alors {\displaystyle \operatorname {Spec} L\to \operatorname {Spec} K} est un {\displaystyle \operatorname {Gal} (L/K)}-torseur (le groupe de Galois agit simplement et transitivement sur les racines.) Par abus de notation on note {\displaystyle \operatorname {Gal} (L/K)} le schéma en groupes finis constant sur {\displaystyle K} associé au groupe abstrait {\displaystyle \operatorname {Gal} (L/K)}. Ce fait est la base de la descendance galoisienne.

## Torseurs et cohomologie
Soit {\displaystyle P} un {\displaystyle G}-torseur étale et soit {\displaystyle \{U_{i}\to X\}} un revêtement trivialisant {\displaystyle P}. Un torseur trivial admet une section : on dispose d'éléments {\displaystyle s_{i}\in P(U_{i})}. Sur les intersections doubles, on peut écrire de manière unique {\displaystyle s_{i}g_{ij}=s_{j}} sur {\displaystyle U_{ij}} avec {\displaystyle g_{ij}\in G(U_{ij})}. Différents choix de {\displaystyle s_{i}} équivalent à la donnée de 1-cobords en cohomologie ; Ainsi, {\displaystyle g_{ij}} définit une classe de cohomologie dans le groupe de cohomologie de faisceau {\displaystyle H^{1}(X,G)}. Un torseur trivial correspond à l'élément identité. Réciproquement, il est facile de voir n’importe quelle classe dans {\displaystyle H^{1}(X,G)} définit un {\displaystyle G}-torseur dessus {\displaystyle X}, unique à un unique isomorphisme près.

## Torseur universel et schéma en groupes fondamental
Dans ce contexte, les torseurs doivent être pris dans la topologie fpqc. Soient {\displaystyle S} un schéma de Dedekind (par exemple le spectre d'un corps) et {\displaystyle f:X\to S} un morphisme fidèlement plat, localement de type fini. On suppose que {\displaystyle f} a une section {\displaystyle x\in X(S)}.On dit que {\displaystyle X} a un schéma en groupes fondamental {\displaystyle \pi _{1}(X,x)} s'il existe {\displaystyle \pi _{1}(X,x)}-torseur {\displaystyle {\hat {X}}\to X} pro-fini et plat, appelé le torseur universel de {\displaystyle X}, muni une section {\displaystyle {\hat {x}}\in {\hat {X}}_{x}(S)} tel que : pour tout {\displaystyle G} -torseur {\displaystyle Y\to X} fini muni d'une section {\displaystyle y\in Y_{x}(S)}, il existe un morphisme unique de torseurs {\displaystyle {\hat {X}}\to Y} qui envoie {\displaystyle {\hat {x}}} sur {\displaystyle y}. Son existence, conjecturée par Alexandre Grothendieck,a été démontrée par Madhav V. Nori,, pour {\displaystyle S} le spectre d'un corps et par Marco Antei, Michel Emsalem et Carlo Gasbarri quand {\displaystyle S} est un schéma de Dedekind de dimension 1 ,.

## Réduction d'un groupe de structure
La plupart des constructions et de la terminologie concernant les fibrés principaux en topologie algébrique sont reprises telles quelles dans le contexte des G-fibrés. Par exemple, si {\displaystyle P\to X} est un G -fibré et G agit à gauche sur un schéma F, alors on peut former le fibré associé {\displaystyle P\times ^{G}F\to X} de fibre F. En particulier, si H est un sous-groupe fermé de G, alors pour tout H-fibré P, {\displaystyle P\times ^{H}G} est un G-fibré appelé produit contracté.
Si P est un G -fibré isomorphe au fibré {\displaystyle P'\times ^{H}G} pour un H-fibré P', P on dit que admet une réduction du groupe de structure de G à H.
Soit X une courbe projective lisse sur un corps algébriquement clos k, G un groupe algébrique semi-simple et P un G-fibré sur une courbe relative{\displaystyle X_{R}=X\times _{\operatorname {Spec} k}\operatorname {Spec} R}, où R une k-algèbre de type fini. Un théorème de Drinfeld et Simpson énonce que, si G est simplement connexe et scindé, il existe un morphisme étale {\displaystyle R\to R'} tel que {\displaystyle P\times _{X_{R}}X_{R'}} admet une réduction du groupe de structure à un sous-groupe de Borel de G.

## Autres propriétés
- Plus généralement, on considère un torseur sur des faisceaux en groupes.
- La catégorie des torseurs de base fixe forme un champ. Tout un pré-champ peut être rendu champ en prenant la catégorie des torseurs (au-dessus du pré-champ).
- Si {\displaystyle G} est un groupe algébrique connexe sur un corps fini {\displaystyle \mathbf {F} _{q}}, tout {\displaystyle G}-torseur sur {\displaystyle \operatorname {Spec} \mathbf {F} _{q}} est trivial. (Théorème de Lang.)

## Invariants
Soit P est un sous-groupe parabolique d'un schéma en groupes affines lisses G à fibres connectées, alors son degré d'instabilité, noté {\displaystyle \deg _{i}(P)}, est le degré de son algèbre de Lie {\displaystyle \operatorname {Lie} (P)} vu comme fibré vectoriel sur X. Le degré d’instabilité de G est alors {\displaystyle \deg _{i}(G)=\max\{\deg _{i}(P)\mid P\subset G{\text{ sous-groupes paraboliques}}\}}. Si G est un groupe algébrique et E un G -torseur, alors le degré d'instabilité de E est le degré associé au groupe {\displaystyle {}^{E}G=\operatorname {Aut} _{G}(E)} : {\displaystyle \deg _{i}(E)=\deg _{i}({}^{E}G)}. E est dit semi-stable si {\displaystyle \deg _{i}(E)\leq 0} et est dit stable si {\displaystyle \deg _{i}(E)<0}.

## Exemples de torseurs en mathématiques appliquées
John Baez donne comme exemple de torseurs l'énergie, la tension, la position ou la phase d'une fonction d'onde en mécanique quantique. Dans chaque cas, seules des comparaisons peuvent être mesurées, et un point de référence doit être choisi arbitrairement pour que les valeurs absolues aient un sens. Les intégrales indéfinies sont un autre exemple de torseurs.